# Hotel de Brandebourg (Berlin)

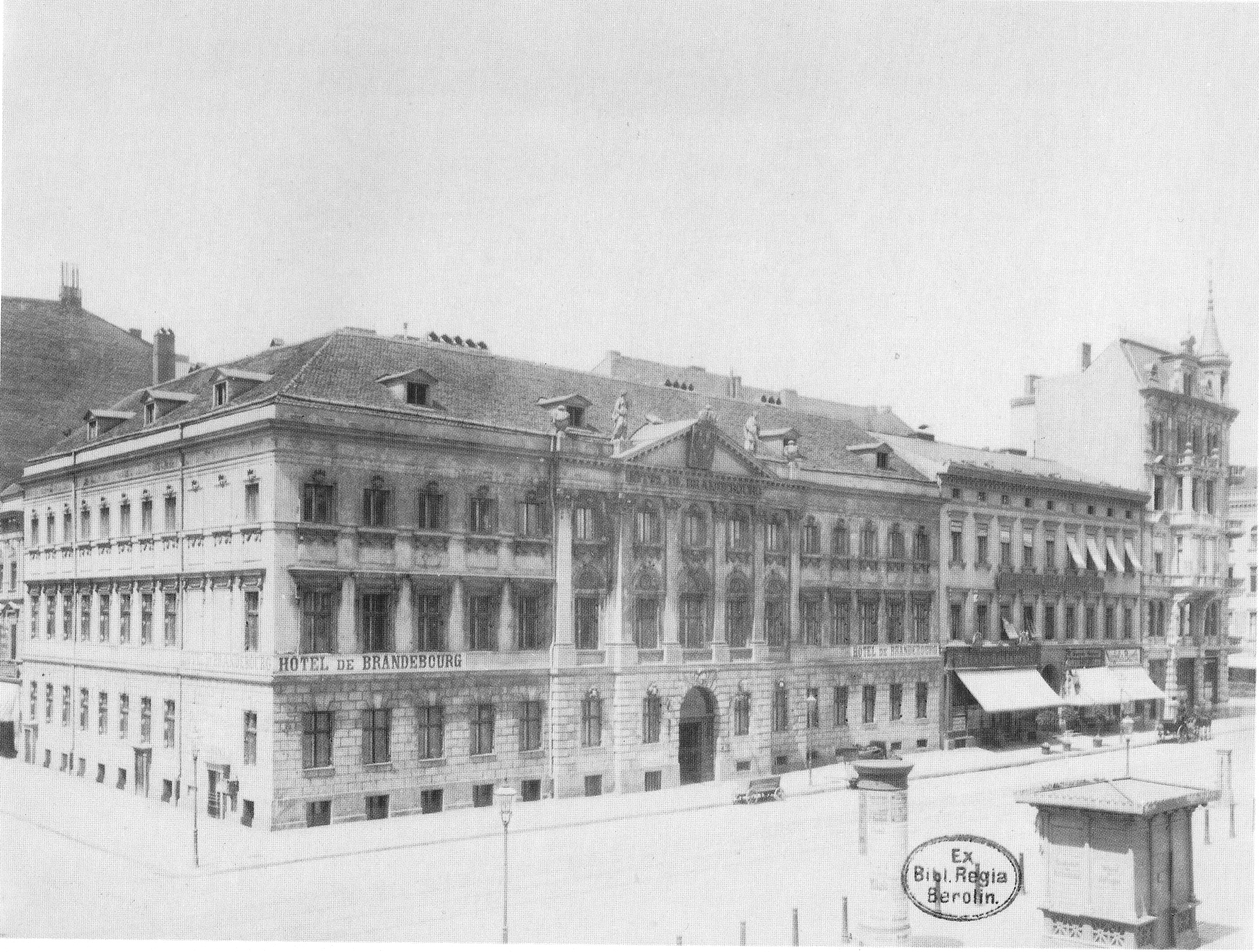
Das Hotel de Brandebourg am Gendarmenmarkt in Berlin
Foto von F. Albert Schwartz, 1886

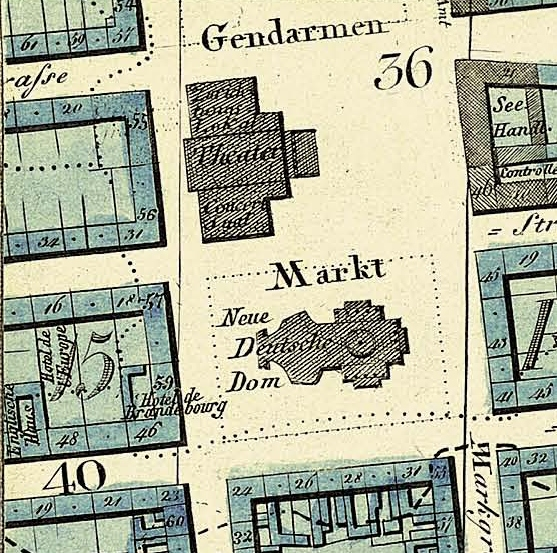
Das Hotel de Brandebourg stand von 1821/22 bis zum Sommer 1886 an der Südwestecke des Berliner Gendarmenmarkts.
Ausschnitt aus dem Berlin-Stadtplan von Selter, 1846

Das Hotel de Brandebourg war zwischen 1821 und 1886 ein bekanntes erstklassiges Hotel in der preußischen (später deutschen) Hauptstadt Berlin. Es befand sich im damaligen Stadtteil Friedrichstadt (heute: Stadtmitte) an der südwestlichen Ecke des Gendarmenmarktes mit der Adresse Charlottenstraße 42 (später Nummer 59), direkt gegenüber dem Deutschen Dom. Das Gebäude des Hotels wurde im Sommer 1886 abgerissen und durch ein Geschäftshaus im wilhelminischen Stil ersetzt.

## Vom Kaffeehaus zum Hotel
Das Gebäude in der Charlottenstraße 42 wurde nach Plänen von Georg Christian Unger (1743–1802) in den letzten Regierungsjahren König Friedrichs II. als Wohnhaus für den königlichen Gesandten und Kammerherrn Christoph Heinrich von Ammon errichtet und 1781 übergeben. Das Bauwerk war ein breitgelagerter Bau, dreigeschossig, pilasterverziert und giebelbekrönt. Friedrich Nicolai erwähnte das Gebäude in seiner Beschreibung des Gendarmenmarkts von 1786 und zählte es zu den „vorzüglichsten“ Häusern am Gendarmenmarkt (damals: Friedrichsstädtischer Markt). Der Gastwirt Carl Friedrich Krause kaufte das Gebäude 1799 und richtete hier, an der nordwestlichen Ecke der Kreuzung Charlottenstraße / Mohrenstraße, ein Kaffeehaus ein. Dieses Kaffeehaus ließ Krause 1821/1822 durch einen Beherbergungsbetrieb ergänzen, der nach der Sitte der Epoche in französischer Sprache Hôtel de Brandebourg genannt wurde. Der Berlin-Führer von Rumpf erwähnt das Hotel de Brandebourg ebenfalls im Jahr 1823.

## Standard und Leistungen
Ein weiterer touristischer Wegweiser, der 1831 von Kertbeny herausgegebene Berlin-Führer führt das Hotel auf und zählt es zu den vorzüglichsten Berliner Gasthöfen, von denen er versichert:

„In allen diesen Gasthöfen herrschen große Reinlichkeit und Ordnungsliebe; sie zeichnen sich durch geschmackvolles Ameublement aus und bei guter Bedienung sind die Preise im Ganzen nicht übertrieben.“

Zedlitz führt das Hotel in seiner Besprechung der „vorzüglichsten Gasthöfe Deutschlands“ als erstes der Berliner Hotels an und beschreibt es wie folgt:

„Das Hotel de Brandebourg, bei Wilh(elm) Krause, Gasthof 1ster Klasse, in der Mitte und dem belebtesten Theile der Residenzstadt am Gens-d’armes-Platze, schief gegenüber dem neuen Schauspielhause, ein seit vielen Jahren wohlbekanntes Hotel mit einer grossen Anzahl gut eingerichteter Logirzimmer, Remisen und Stallung. Table d’hote um 2½ Uhr. Seit 1833 ist dieses schöne Hotel auch von aussen geschmackvoll restaurirt worden.“

Kapp beschreibt das Hotel de Brandebourg 1869 in seinem Berlin-Führer als ein „behagliches Hotel“, das vor allem von Gutsbesitzern besucht wurde.

## Verkauf des Gebäudes
Über die Erben des ersten Gastwirts gelangte das Hotelgebäude in andere Hände. Im Jahr 1870 hieß der Betreiber des Hotels beispielsweise Schrader. Der letzte Hotelbesitzer, mit dem Namen Schulze, verkaufte das Haus um das Jahr 1880 an die Eigentümergemeinschaft Königsmarcksche Erben unter Leitung des Kammersängers Albert Niemann. Die Witwe des Hotelbesitzers durfte wohnen bleiben. Die neuen Besitzer ließen die inzwischen in die Jahre gekommene einstige Nobelherberge im Sommer 1886 abreißen und von den Architekten Kayser und von Großheim ein Geschäfts- und Wohnhaus im wilhelminischen Stil errichten. Doch schon nach kurzer Zeit veräußerte die Eigentümergemeinschaft das Anwesen (sicherlich gewinnbringend) an die Lübecker Deutsche Lebens- und Versicherungs-Gesellschaft, die ursprünglich in der Lindenstraße 13 ihren Hauptsitz hatte.

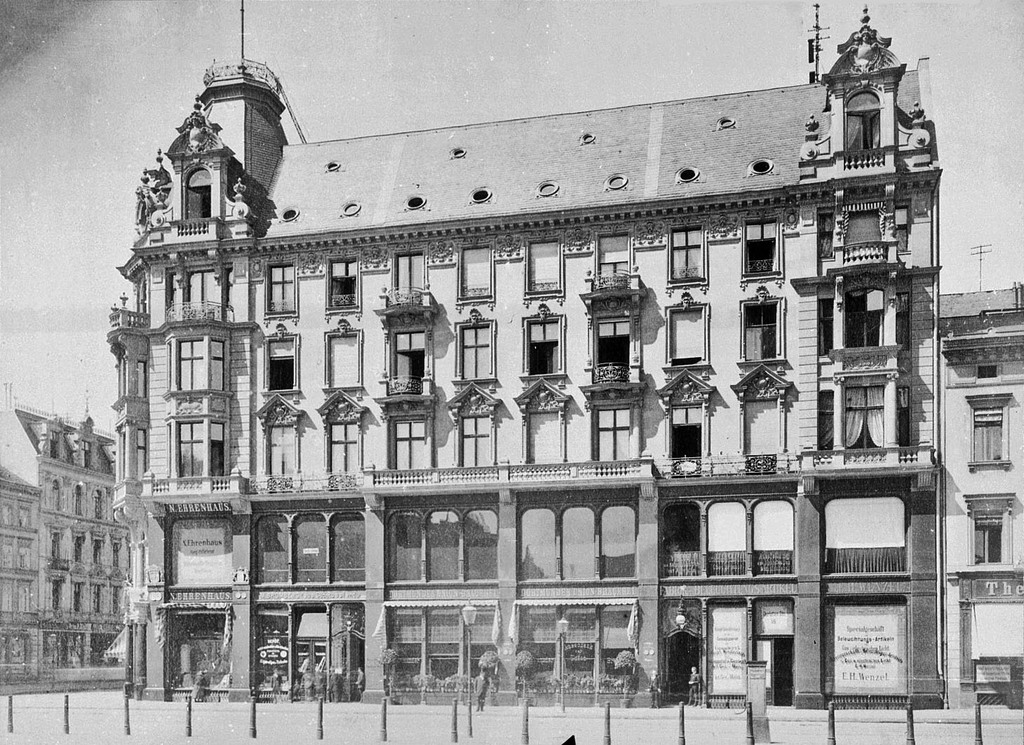
An der Stelle des Hotel de Brandebourg wurde 1886/1887 ein Gebäude im wilhelminischen Stil errichtet.
Foto von Lucien Lévy, 1890

Renate Düttmann wertet das Schicksal des Hotel de Brandebourg als ein typisches Beispiel für die Entwicklung der älteren – meist aus dem Ende des 18. Jahrhunderts stammenden – Gasthöfe Berlins im 19. Jahrhundert:

„Sie waren alle in gewöhnlichen Wohnhäusern untergebracht und mußten unter dem Konkurrenzdruck der neu entstehenden, wirtschaftlich viel besser organisierten Grand Hotels im letzten Drittel des Jahrhunderts plötzlich unter hohen Kosten ihre nobel eingerichteten Gästezimmer, Remisen und Stallungen mit elektrischem Licht, Heizung, Telefon und Fahrstühlen versehen. Wenn solche Umbauten aus finanziellen Gründen nicht vorgenommen werden konnten, erloschen die Betriebe.“

## Das Hotel Brandenburg

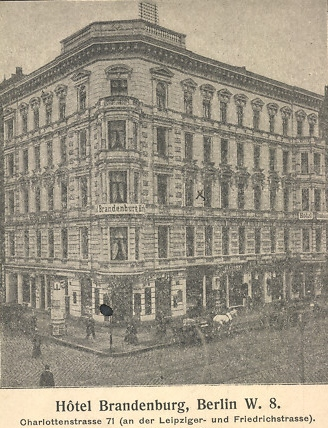
Hotel Brandenburg in der Charlottenstraße 71

Die Familie Schulze versuchte jedoch, ihren Beherbergungsbetrieb an einem anderen Standort unter dem nun deutschen Namen Hotel Brandenburg fortzuführen. In dem Haus Charlottenstraße 71, nicht weit vom Gendarmenmarkt entfernt, übernahm sie ein bereits bestehendes Hotel garni, das sie unter dieser neuen Bezeichnung fortführte.
Im Adressbuch von Berlin wird das Hotel Brandenburg 1917 noch erwähnt, 1918 aber nicht mehr, es muss also in dieser Zeit von seinem damaligen Besitzer (Paul Bläse) geschlossen worden sein.

## Nutzung des Standorts

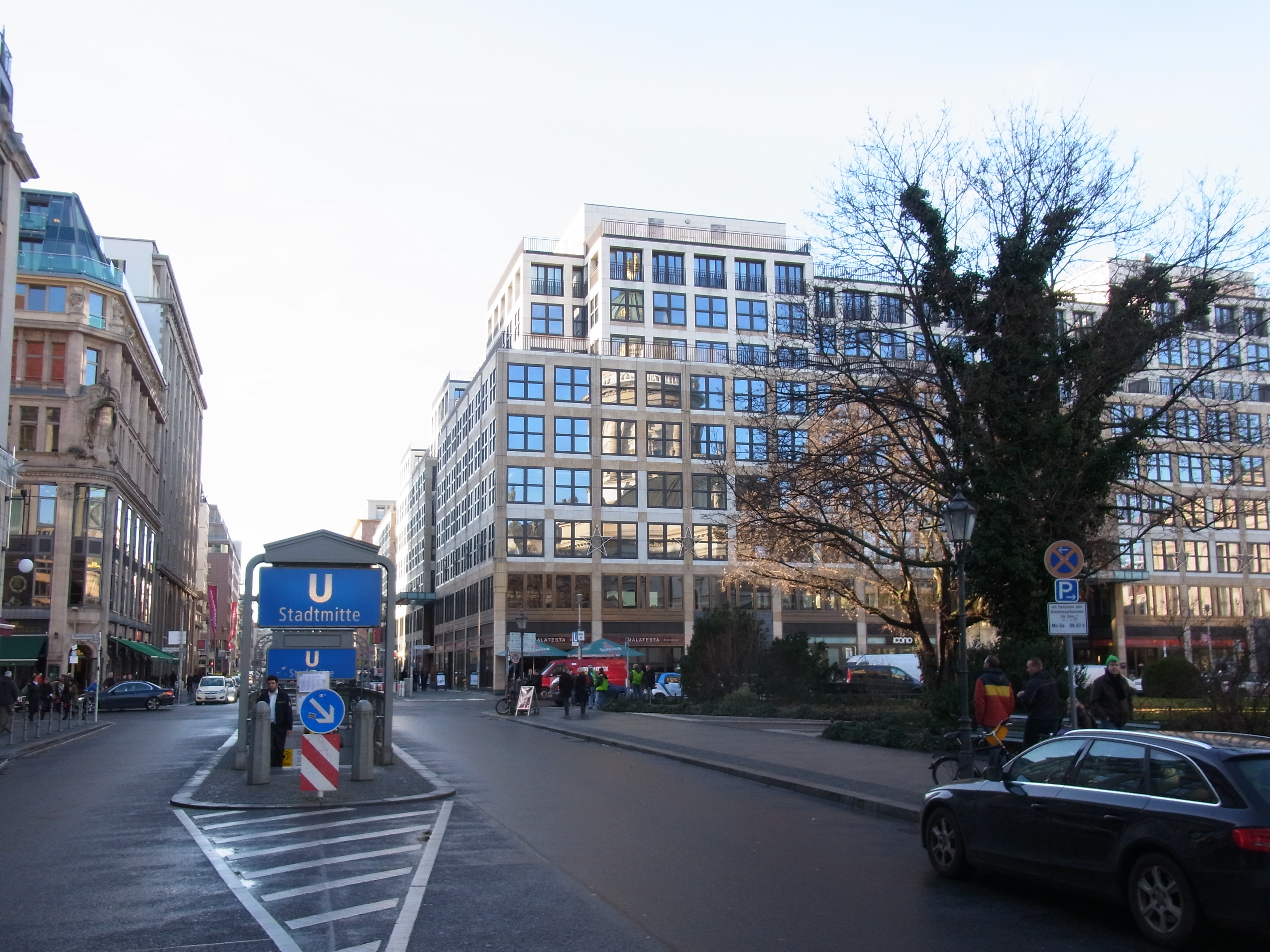
Ansicht des früheren Standorts des Hotel de Brandebourg
Foto: Januar 2014

Das von den Architekten Kayser & von Großheim errichtete Gebäude im Stil der wilhelminischen Epoche wurde im Jahr 1940 umgebaut. Das Anwesen fiel im weiteren Verlauf des Zweiten Weltkriegs Bombenangriffen der Alliierten zum Opfer und wurde nach Kriegsende enttrümmert. Seit den 1990er Jahren befindet sich an der Stelle ein Neubau des Architekten Oswald Ungers, in dessen Erdgeschoss ein italienisches Restaurant untergebracht ist.

## Das Hôtel de Brandebourg in der Literatur
In Theodor Fontanes Roman Der Stechlin wird das Hotel erwähnt. Der alte Stechlin, zur Hochzeit seines Sohnes von seinem Gutshaus nach Berlin gereist, ist von diesem im Bristol einquartiert worden. Mit dieser Unterkunft ist er zwar sehr zufrieden, muss aber doch feststellen, dass sie ein bisschen über ihn hinausgeht: „Ich bin noch aus der Zeit von Hôtel de Brandebourg, an dem mich immer nur die Französierung ärgerte, – sonst alles vorzüglich.“